# Brodziszewo
Brodziszewo – wieś w Polsce położona w województwie wielkopolskim, w powiecie szamotulskim, w gminie Szamotuły.
Brodziszewo jest wsią sołecką położoną 7 km na południowy zachód od Szamotuł, na południe od drogi wojewódzkiej nr 187 do Pniew.

## Historia
Miejscowość pierwotnie była związana z Wielkopolską. Istnieje co najmniej od drugiej połowy XIV wieku i ma średniowieczną metrykę. Po raz pierwszy w źródłach historycznych wieś odnotowana została w łacińskim dokumencie z 1389 gdzie zapisano ją pod obecną, polską nazwą "Brodziszewo", 1391 "Brodzissewo", 1393 "Brodysewo", 1402 "Brodzeszewo", 1511 błaędnie "Budzyschewo", 1595 błędnie "Grodziszewo". Nazwa jest związana z błotami i moczarami
Początkowo wieś była własnością szlachecką należącą do wielkopolskiej szlachty z rodu Brodziszewskich, którzy od nazwy wsi przyjęli odmiejscowe nazwisko, a później także do Świdwów Szamotulskich herbu Nałęcz, Górków herbu Łodzia oraz do Rokossowskich. W 1496 miejscowość leżała w powiecie poznańskim województwa poznańskiego w Koronie Królestwa Polskiego. W 1413 odnotowana została w parafii Otorowo.
W latach 1389-1408 właścicielem we wsi był Bodzęta Brodziszewski. W 1389 był w sporze z Wincentym z Trzcielina. W 1393 toczył spór z Andrzejem Głuchowskim o 20 grzywien. W latach 1393-1395 toczył spór ze Szczepanem Skórą z Gaju k. Buku. W 1408 prowadził kolejny spór z Dobrogostem z Szamotuł z powodu poręki złożonej przez Bodzętę.
W latach 1389-1403 właścicielem we wsi był Mścigniew Brodziszewski zwany tez Grodzickim od nazwy Grodziszczka koło Buku, którego był posiadaczem zastawnym. Mścigniewa odnotowały zapisy sądowe w kilku procesach majątkowych jakie toczył z okoliczną szlachtą polską. W 1389 skarżył on Piotra z Połajewa, że mu nie odstąpił zastawu w Prusimiu o wartości 40 grzywien i nie zapłacił mu 10 grzywien za szaty. W 1393 toczył spór z Sędziwojem oraz Niemierzą o 13 grzywien i trzy konie. O dług ten ich ojciec więził Mścigniewa. W latach 1394-1395 prowadził spór sądowy ze Szczepanem Skórą z Gaju koło Buku o 4 woły, konia oraz pług wartości 8 grzywien. W latach 1396-1397 toczył kolejny spór z Kilianem ze Strzeżmina w związku z poręką złożoną mu za Chemkę z Gnuszyna na sumę 40 grzywien. W 1397 wspomniana została Wincencja, żona Mścigniewa Brodziszewskiego. W 1399 Mścigniew toczył spór z Janem Dziurką z Gnuszyna, a w 1403 odnotowano kolejny spór sądowy z Dobrogostem z Szamotuł i Borzysławem Siekierką ze Strzeszyna o 2,5 grzywny.
W latach 1391-1404 odnotowany został Dobiesław Brodziszewski, który w 1391 toczył spór z Wincentym z Trzcielina. W 1402 był on winien 40 grzyien Janowi Bukowieckiemu. W 1469 Jan starszy Świdwa posiadał część Szamotuł oraz połowy wsi Gałowo, Jastrowo, Brodziszewo oraz Komorowo.
Informacje o wsi zachowały się również w archiwach kościelnych. Po latach 1406-1410 dziesięciny kmiece z Brodziszewa należały do parafii Tarnowo (obecnie Tarnowo Podgórne). W 1413 biskup poznański Piotr Wysz odtworzył zaginiony przywilej erekcyjny parafii Otorowo; do tejże parafii należało m.in. opłata zwana meszne wynosząca po 4 korce żyta i owsa z każdego łanu kmiecego w Brodziszewie. W 1449 meszne ze wsi należało do parafii Otorowo.
W 1496 kasztelan kaliski Andrzej Szamotulski dał swojej córce Katarzynie połowę miasta Szamotuły w tym m.in. połowę Brodziszewa na pewien czas, dopóki nie wypłaci jej mężowi Łukaszowi z Górki 2000 grzywien posagu. W latach 1511-1512 połowa Brodziszewa należała do dóbr posażnych Katarzyny córki Andrzeja Szamotulskiego, żony kasztelana poznańskiego oraz starosty generalnego Wielkopolski Łukasza z Górki, które wcześniej Łukasz otrzymał od żony, a następnie przekazał jej w dożywocie. W 1512 wojewoda poznański Mikołaj Gardzina-Lubrański z Lubrańca  wykupił czynsz dla wikariuszy katedry poznańskiej za 16 grzywien od sumy 200 grzywien z połowy miasta Szamotuły w tym m.in. z połowy Brodziszewa i przenosi je na dobra Kazimierz (obecnie Kazimierz Biskupi). W 1526 Jan Niewieski, dziedzic miasta Krotoszyn wykupił czynsz 20 grzywien dla wikariuszy katedry poznańskiej od sumy 250 grzywien z połowy miasta Szamotuły oraz m.in. z połowy Brodziszewa, zapisany w latach 1497 i 1502 i przeniósł go na miasto Krotoszyn oraz wieś Krotoszyn Stary.
Miejscowość odnotowały także historyczne rejestry podatkowe dzięki, którym znamy stosunki własnościowe we wsi. W 1508 i 1509 miał miejsce pobór z części wsi należącej do wojewody poznańskiego Andrzeja z Szamotuł z 5 łanów oraz z części Wina Świdwy z Szamotuł] z 6 łanów. W 1509 sołtys brodziszewski zapłacił podatki z jednego łana. W 1535 odnotowano pobór zaległy z jednego łana opuszczonego oraz z opuszczonej karczmy. W 1553 odnotowano pobór z części wsi należącej do Górków z 5 łanów oraz z części Świdwów Szamotulskich z 6 łanów oraz karczmy. W 1563 kasztelan biechowski Jan Świdwa Szamotulski zapłacił pobór od 6 łanów, jednego łana sołeckiego oraz od karczmy, a wojewoda kaliski Łukasz Górka zapłacił od 6 łanów jakie miał we wsi. W 1577 Jan Świdwa zapłacił pobór od wsi. W 1580 Jan Świdwa zapłacił pobór od 6 łanów osiadłych, dwóch łanów sołeckich, a podskarbi nadworny koronny Jakub Rokossowski od 4 łanów.
Wieś szlachecka położona była w 1580 roku w powiecie poznańskim województwa poznańskiego w Rzeczypospolitej Obojga Narodów. Wskutek II rozbioru Polski w 1793, miejscowość przeszła pod władanie Prus i jak cała Wielkopolska znalazła się w zaborze pruskim..
Wieś szlachecka i majątek Brodziszewo liczyły pod koniec XIX wieku 13 domostw i 204 mieszkańców, z czego 154 katolików. Niewielki kościół pw. Chrystusa Króla wzniesiono w 1937 r. – należy on do parafii Wszystkich Świętych w Otorowie. W latach 1975–1998 miejscowość administracyjnie należała do województwa poznańskiego.

## Zabytki i inne atrakcje
W rejestrze zabytków Narodowego Instytutu Dziedzictwa nie umieszczono obiektów z Brodziszewa.
W północno-zachodniej części wsi stoi parterowy dom – dworek z drugiej połowy XIX w., obok którego rośnie cis pospolity o czterech pniach o obw. 80 cm, 125 cm, 68 cm i 130 cm – pomnik przyrody. Obok dworku, w pobliżu skrzyżowania dróg, stoi dworska chlewnia z 1886 r. Opodal szkoły rośnie dąb szypułkowy o obw. ponad 520 cm – pomnik przyrody.
W Brodziszewie kończy się czerwony znakowany szlak pieszy z Otorowa.

## Gospodarka
W miejscowości znajdują się zakłady drobiarskie i zakład wytwarzający farby.

## Związani z Brodziszewem
- Marian Król – polityk i wojewoda poznański, urodził się w Brodziszewie